# Десятый Октябрь (Пензенская область)
Десятый Октябрь — посёлок в Земетчинском районе Пензенской области. Входит в состав Большеижморского сельсовета.

## География
Находится в северо-западной части Пензенской области на расстоянии приблизительно 5 км на север-северо-восток от районного центра посёлка Земетчино.

## История
Основан в 1927 году, назван в честь 10-летия Октябрьской революции. В 1934 году — 25 хозяйств, колхоз «Десятый Октябрь». В 1955 году — бригада колхоза имени Свердлова. В 2004 году — 40 хозяйств.

## Население
Численность населения: 153 человека (1934 год), 161 (1936), 228 (1959), 162 (1979), 122 (1989), 108 (1996). Население составляло 96 человек (русские 100 %) в 2002 году.
| 2010 |
| ---- |
| 48   |